# Deinodon horridus
Deinodon horridus es la única especie conocida del género dudoso extinto Deinodon (gr. "diente terrible") de dinosaurio terópodo tiranosáurido,  que vivó a finales del período Cretácico hace aproximadamente 77 millones de años en lo que es hoy Norteamérica. Deinodon es conocido por unos pocos dientes ligeramente heterodontidos. Lambe descubrió que unas pocas falanges y un metatarsiano con fragmentos de otros eran posiblemente asignables a D. horridus en 1902.

## Descubrimiento e investigación
Solo conocido de unos dientes fósiles de la Formación Judith River de Montana y fue nombrado por el paleontólogo Joseph Leidy en 1856. Estos fueron los primeros restos de tiranosáuridos que fueron descritos y fueron recolectados por Ferdinand Vandeveer Hayden. Estos eran ANSP 9531, ANSP 9533, ANSP 9534 y ANSP 9535, que ahora pueden ser reconocidos como dientes anteriores de tiranosáurido. Leidy en 1857 hundió su propio género en Megalosaurus como un subgénero para crear la combinación de corta duración Megalosaurus (Deinodon) horridus. Cope en 1866 describió los dientes de Deinodon tiene forma de D, hace referencia a ANSP 9533 a ANSP 9535, para distinguirlos de su nuevo taxón Laelaps, que más tarde se llamará Dryptosaurus. Esto lo convierte en el primer revisor del género, y conecta el nombre Deinodon horridus a los dientes en forma de D en la serie de síntipos de Leidy. Cope consideró que los dientes laterales pertenecían a Laelaps. Leidy en 1868 creó el nuevo taxón Aublysodon mirandus para ANSP 9533 a ANSP 9535, con la intención de retener Deinodon horridus para los dientes laterales, al menos ANSP 9530, ANSP 9536 y ANSP 9541 a ANSP 9543. La especificación de Deinodon de Cope para los dientes en forma de D de 1866 tiene prioridad, por lo que hace de Aublysodon mirandus un sinónimo objetivo junior de Deinodon horridus. Más tarde, Cope en 1868 creyó que Deinodon estaba preocupado por el género de serpientes Dinodon , y usó el nombre de Aublysodon horridus para los dientes anteriores ya que había unido el nombre de la especie horridus a los dientes en 1866. Sin embargo, Hay en 1899 observó correctamente que las grafías son diferentes y, por lo tanto, Deinodon seguía siendo válido. Marsh en 1892 siguió la asignación de Leidy en 1868 de los dientes en forma de D a Aublysodon , y consideró que ANSP 9535 era el tipo de A. mirandus, mientras que el ANSP 9533 y ASNP 9534 se consideraron ejemplos de otra especie de Aublysodon sin nombre. A. mirandus fue notable por su falta de aserrado en comparación con ANSP 9533 y ASNP 9534. Esto hizo de ANSP 9535 el lectotipo de Aublysodon, que fue formalizado por Carpenter en 1982. ANSP 9533 y ASNP 9534 son, por lo tanto, implícitamente los sintipos restantes de Deinodon. Hay en 1899 se dio cuenta de que la restricción de Deinodon y Aublysodon en los dientes en forma de D significaba que los dientes laterales no tenían taxón. Basado en la semejanza con Dryptosaurus, hizo que estos dientes fueran los tipos de Dryptosaurus kenabekides. Matthew y Brown en 1922 sinónimo de Deinodon horridus con Aublysodon mirandus y Dryptosaurus kenabekides y tentativamente con Aublysodon lateralis, Laelaps incrassatus, L. hazenianus y Ornithomimus grandis.  Es probable que los dientes fósiles de D. horridus pertenecieran al dinosaurios más tarde identificado como Gorgosaurus libratus. En un estudio de 1922, William Diller Matthew y Barnum Brown encontraron que los dientes de D. horridus Y G. libratus eran indistinguibles entre sí, y que caso con certeza pertenecían a la misma especie. Sin embargo, ya que D. horridus no es conocido aún de algún resto del esqueleto, ellos se abstuvieron de declararlos sinónimos. En una revisión de 1970, Dale Russell estableció que debido a que los dientes de D. horridus no podían ser distinguidos de G. libratus o de la especie que había nombrado, Daspletosaurus torosus, este debía ser considerado como un nomen vanum ("nombre vacío"). Desde que Russell publicara su opinión, muchos investigadores han considerado a Deinodon como un nomen dubium, aunque algunos han afirmado que ya que Deinodon y Gorgosaurus no pueden ser distinguidos, deberían ser sinonimizados con D. horridus como el nombre válido para los esqueletos de "Gorgosaurus". Adicionalmente, varios investigadores han coincidido en que el género Aublysodon, incluyendo a las especies A. mirandus y A. lateralis, también deberían ser consideradas como un sinónimo de Deinodon, ya que se basan en dientes incisivos que probablemente provienen del mismo animal. Russell en 1970 decla

### Lista de especies y sinónimos
Numerosas especies han sido referidas al género Deinodon en el pasado. No obstante, ya que muchos investigadores ahora consideran a este género y su especie tipo como nomina dubia, no se puede comprobar la pertenencia de ninguna especie adicional al género.
| Nombre               | Autor           | Año  | Autor de la combinación | Año de la combinación | Estatus                                      | Notas                                   |
| -------------------- | --------------- | ---- | ----------------------- | --------------------- | -------------------------------------------- | --------------------------------------- |
| Deinodon horridus    | Leidy           | 1856 | Leidy                   | 1856                  | Nomen dubium, especie tipo                   |                                         |
| Deinodon explanatus  | Cope            | 1876 | Lambe                   | 1902                  | Reclasificado como Dromaeosaurus explanatus  | Originalmente Laelaps explanatus        |
| Deinodon falculus    | Cope            | 1876 | Osborn                  | 1902                  | Reclasificado como Dromaeosaurus falculus    | Originalmente Laelaps falculus          |
| Deinodon incrassatus | Cope            | 1876 | Osborn                  | 1902                  | Nomen dubium                                 | Originalmente Laelaps incrassatus       |
| Deinodon lateralis   | Cope            | 1876 | Hay                     | 1902                  | Reclasificado como Aublysodon lateralis      | Originalmente Aublysodon lateralis      |
| Deinodon cristatus   | Cope            | 1877 | Osborn                  | 1902                  | Sinónimo de Troodon formosus                 | Originalmente Laelaps cristatus         |
| Deinodon hazenianus  | Cope            | 1877 | Osborn                  | 1902                  | Nomen dubium                                 | Originalmente Laelaps hazenianus        |
| Deinodon laevifrons  | Cope            | 1877 | Osborn                  | 1902                  | Reclasificado como Dromaeosaurus laevifrons  | Originalmente Laelaps laevifrons        |
| Deinodon amplus      | Marsh           | 1892 | Hay                     | 1902                  | Reclasificado como Aublysodon amplus         | Originalmente Aublysodon amplus         |
| Deinodon cristatus   | Marsh           | 1892 | Hay                     | 1902                  | Reclasificado como Aublysodon cristatus      | Originalmente Aublysodon cristatus      |
| Deinodon grandis     | Marsh           | 1890 | Osborn                  | 1916                  | Reclasificado como Aublysodon grandis        | Originalmente Ornithomimus grandis      |
| Deinodon sarcophagus | Osborn          | 1905 | Matthew & Brown         | 1922                  | Reclasificado como Albertosaurus sarcophagus | Originalmente Albertosaurus sarcophagus |
| Deinodon libratus    | Lambe           | 1914 | Matthew & Brown         | 1922                  | Sinónimo de Gorgosaurus libratus             | Originalmente Gorgosaurus libratus      |
| Deinodon arctunguis  | Parks           | 1928 | Kuhn                    | 1939                  | Sinónimo de Albertosaurus sarcophagus        | Originally Albertosaurus arctunguis     |
| Deinodon novojilovi  | Maleev          | 1955 | Maleev                  | 1964                  | Sinónimo de Tarbosaurus bataar               | Originalmente Gorgosaurus novojilovi    |
| Deinodon sternbergi  | Matthew & Brown | 1923 | Kuhn                    | 1965                  | Sinónimo de Gorgosaurus libratus             | Originalmente Gorgosaurus sternbergi    |
| Deinodon periculosus | Riabinin        | 1930 | Kuhn                    | 1965                  | Sinónimo de Tarbosaurus periculosus          | Originalmente Albertosaurus periculosus |
| Deinodon lancensis   | Gilmore         | 1946 | Kuhn                    | 1965                  | Reclasificado como Nanotyrannus lancensis    | Originalmente Gorgosaurus lancensis     |
| Deinodon lancinator  | Maleev          | 1955 | Kuhn                    | 1965                  | Sinónimo de Tarbosaurus bataar               | Originalmente Gorgosaurus lancinator    |
| Deinodon kenabekides | Hay             | 1899 | Olshevsky               | 1995                  | Sinónimo de Deinodon horridus                | Originalmente Dryptosaurus kenabekides  |